# Как да бъдеш латино любовник
Как да бъдеш латино любовник (на испански: Cómo ser un Latin Lover; на английски: How to Be a Latin Lover) е американски комедиен филм от 2017 г., режисиран от Кен Марино, със сценарий от Крис Спейн и Джон Зак. Във филма участват Еухенио Дербес, Салма Хайек, Рафаел Алехандро, Ракел Уелч, Роб Хюбър, Роб Корди, Рене Тейлър, Линда Лавин, Кристен Бел и Роб Лоу. Сюжетът проследява мъж, който прекарва целия си живот, женен за богата старица, и трябва да се справя сам, когато тя го изритва. Премиерата на филма е на 28 април 2017 г., разпространяван от Пантелион Филмс, приходите в световен мащаб възлизат на 62,6 милиона долара.

## Сюжет
След като е направил кариера в съблазняването на богати по-възрастни жени, Максимо се жени за богата жена, два пъти по-възрастна от него. Двадесет и пет години по-късно, разглезен, извън форма и отегчен от събуждането си до вече 80-годишната си съпруга, той е изненадан, когато тя го зарязва заради по-млад продавач на коли Макларън.
Принуден да напусне имението и отчаян за място, където да остане, той се свързва с Рик, друг разглезен жиголо. Максимо пренощува в луксозната къща за игра на внучката на Милисън, с която има връзка Рик и която е доста по-възрастна от него. Скоро Максимо се премества при отчуждената си сестра Сара и нейния син Хуго в техния малък апартамент.
Нетърпелив да се върне в лукса, Максимо използва увлечението на племенника си по съучениката си Ардън, за да стигне до новата си цел: нейната баба Селесте, овдовяла милиардерка, към която Рик също се прицелва. Максимо се опитва да възроди чара си на латино любовник и се проваля с трясък. Сара открива измамите на брат си и го изгонва. Докато учи Хуго на някои трикове, които смята, че действат при жените, Максимо открива, че се свързва с племенника си и това отваря сърцето му да бъде по-малко егоистичен и по-внимателен към другите.
В крайна сметка Максимо се превръща в жиголо на Милисън, с която Рик е живял до скоро, и закърпва връзката със сестра си и племенника си.

## Актьори
- Еухенио Дербес – Максимо
  - Ноел Карабаса – Максимо (млад)
  - Вадир Дербес – Максимо (21-годишен)
- Салма Хайек – Сара
  - Манели Сепеда – Сара (млада)
- Рафаел Алехандро – Уго
- Роб Лоу – Рик
- Кристен Бел – Синди
- Ракел Уелч – Селесте
- Роб Ригъл – Скот
- Рене Тейлър – Пеги
- Роб Хубъл – Ник
- Мишела Уоткинс – Гуен
- Линда Лавин – Милисън
- Маккена Грейс – Ардън
- Майкъл Сера – Реми
- Роб Кордри – Куинси
- Хосе Едуардо Дербес – Сервитьор

## В България
Премиерата по кината на „Как да бъдеш латино любовник“ е на 5 май 2017 г.